# Горења Вас при Полици
Горења Вас при Полици (словен. Gorenja vas pri Polici) је мало насеље у брдима северно од Полица општина Гросупље у централној Словенији покрајина Долењска. Општина припада регији Средишња Словенија.
Налази се на надморској висини 502,4 м, површине 1,76 км². Приликом пописа становништва 2002. године насеље је имало 56 становника.

## Име
Име насеља Горења Вас промењено је 1953. у Горења Вас при Полици У прошлости се звао Обердорф.

## Културно наслеђе
Мала капела посвећена Мајци Божијој, која датира из 1911. године.